# Tiberi Numici
Tiberi Numici (en llatí Tiberius Numicius) va ser un magistrat romà del segle iv aC. Formava part de la gens Numícia, una antiga gens romana d'origen patrici.
Va ser elegit tribú de la plebs l'any 320 aC juntament amb Quint Meli. Els romans els van entregar tots dos als samnites quan el senat va decidir no ratificar la pau signada el 321 aC pels cònsols després de la derrota de les Forques Caudines. Tot i això Titus Livi diu que el tribú del 320 aC era Luci Juli i no Tiberi Numici.